# Typocaeta subfasciata
Typocaeta subfasciata är en skalbaggsart som beskrevs av Thomson 1864. Typocaeta subfasciata ingår i släktet Typocaeta och familjen långhorningar.
Artens utbredningsområde är:
- Benin.
- Gabon.
- Ghana.
- Nigeria.
- Togo.

Inga underarter finns listade i Catalogue of Life.